# Shamsiyeh
Shamsīyeh (persiska: شمیه) eller Shamīyeh är en ort i Iran.   Den ligger i provinsen Razavikhorasan, i den nordöstra delen av landet, 700 km öster om huvudstaden Teheran. Antalet invånare är 153.